# 균여
균여(均如, 923년~973년)는 고려의 승려이다. 속성(俗姓)이 변(邊)씨이기에 변균여(邊均如)라고도 불리며, 본관은 황주이다. 하지만 황주 변씨가 1200년부터 시작된 것을 기준으로 변균여는 토착변씨가 황주변씨로 흡수된 인물이다.

## 생애
어머니는 점명(占命). 얼굴이 못생겨서 부모는 그를 거리에 버렸으나 두 까마귀가 날개로 그를 덮는 것을 보고 부모는 회개하여 다시 데려다 길렀다 함. 그는 7세 시절을 전후한 어릴 때부터 《원만게(圓滿偈)》를 즐겨 읽었고 15세 때 부흥사(復興寺) 식현화상(識賢和尙)에게 학문을 배워 뒤에 영통사(靈通寺)에서 의순(義順)의 문인으로 수도에 힘썼다. 한편 불교를 대중화하는 데 노력하여, 향가 <보현십원가> 11수를 지어 이 노래 속에 불교의 교리를 쉽게 풀어 넣었다. 불교계의 종파 통합에도 힘을 기울여 관혜(觀惠)의 남악파(南岳派)와 희랑(希朗)의 북악파(北岳派)의 통합을 위해 인유(仁裕)와 함께 대찰(大刹)의 승려를 찾아 설득하고 민간을 순회, 설교하여 종파간의 분쟁을 끝내게 했다. 958년(광종 9)에는 시관(試官)이 되어 유능한 승려들을 많이 선발했다. 법계(法階)는 대화엄수좌원통양중대사(大華嚴首座圓通兩重大師)에 이르렀다. 한때 오관산(五冠山) 마하갑사(摩詞岬寺)에 있었으며, 963년(광종 14) 왕이 그를 위해 창건한 귀법사(歸法寺)에서 주지로 있다가 죽었다. 그가 지은 향가 <보현십원가>는 불교 문학의 일대 결정(結晶)으로서 혁련정(赫蓮挺)이 지은 <균여전>에 수록되어 있다.
937년(15세 때)에 중이 된 후 부흥사 식현 화상에게서 학문을 닦았다.
그는 937년 이후 영통사에서 수도에 힘쓰는 한편, 불교 보급에 노력하여 〈보현십종원생가〉(普賢十種願生歌 : 약칭 보현십원가)라는 11수의 향가를 지었다. 그 노래 속에 불교의 교리를 쉽게 풀어 넣음으로써 대중이 불교에 친근하도록 했다.
불교계의 종파 통합에도 힘을 기울였으며, 남악파와 북악파의 통합을 위해 노력하였다. 고려 광종 때에는 시관이 되어 유능한 승려들을 많이 선발하였다. 963년(광종 14년) 왕이 그를 위해 세워준 귀법사에서 지내다가 그후 973년에 사망하였다.
그는 《수현방궤기(搜玄方軌記)》 10권, 《공목장기(孔目章記)》 8권, 《오십요 문답기》 등을 비롯하여 많은 저서를 남겼다.

### 보현십원가(普賢十願歌)
원래 이름은 <보현십종원왕가(普賢十種願往歌)>. 고려 초기의 고승 균여대사가 지은 향가 11수. 보현보살(普賢菩薩)의 십종원왕(十種願往)에 의해 지은 작품. 노래는 모두 향찰로 적혀 있으며, 형식은 10구체, 원래 '보현'의 원명 범음(梵音)은 삼만다발타라(三曼多跋陀羅, Samantabhadra)이며, '보'는 덕리주편(德利周編), '현'은 인자혜오(仁慈惠悟)의 뜻을 가졌고, 보현은 보살의 이름이다. 문수보살(文殊菩薩)과 함께 석가(釋迦)를 모시고 그 옆에 있음. 흰코끼리를 타고 부처의 오른쪽에 있으며, 연명의 덕이 있기 때문에 '연명보살'이라고도 함. <보현십원가> 11수는 모두 혁련정이 지은 <대화엄수좌원통양중대사 균여전> 제7가행화세분(歌行化世分)에 실려 있음. 그 11수의 이름을 들면 <예경제불가(禮敬諸佛歌)> <칭찬여래가(稱讚如來歌)> <광수공양가(廣修供養歌)> <참회업장가(懺悔業障歌)> <수희공덕가(隨喜功德歌)> <청전법륜가(請轉法輪歌)> <청불주세가(請佛住世歌)> <상수불학가(常隨佛學歌)> <항순중생가(恒順衆生歌)> <보개회향가(普皆廻向歌)> <총결무진가(總結无盡歌)> 등이다.

### 예경제불가(禮敬諸佛歌)
균여대사가 지은 향가 <보현십원가> 중의 하나. 10구체의 향가로 여러 부처님께 예배 드리는 노래이다. "心未筆留 慕呂白乎隱 佛體前衣 拜內乎隱身萬隱 法界 毛叱所只至去良 塵塵馬洛佛體叱刹亦 刹刹每如邀里白乎隱 法界滿賜隱佛體 九世盡良禮爲白齊 歎日身語意業務疲厭 此良夫沙毛叱等耶" (梁柱東 <古歌硏究>) "以心爲筆盡(晝)空王 瞻拜唯應遍十方 一一塵塵諸佛國 重重刹刹衆尊堂 見聞自覺多生遠 禮敬寧辭浩劫長 身體語言兼意業 總无疲厭此爲常."(<균여전> 번역가)

### 칭찬여래가(稱讚如來歌)
균여가 지은 향가 <보현십원가>중의 둘째번 노래. 문장은 향찰문으로 형식은 10구체. 여래를 칭찬하는 노래라는 뜻. 가사는 다음과 같음. "今日部伊冬衣 南无佛也白孫舌良衣 無盡辯才叱海等 一念惡中涌出去良 塵塵虛物叱邀呂白乎隱 功德叱身乙對爲白惡只 際于萬隱德海朕 間王冬留讚伊白制 隔句 必只一毛叱德置 毛等盡良白乎隱乃兮." . "遍於佛界聲丹衷 一唱无讚梵雄 辯海庶生三寸抄 言界希涌雨唇中 稱揚覺帝塵沙化 頌詠醫王刹上風 縱未談窮一毛德 此心直待盡虛空"(<균여전> 번역가).

### 광수공양가(廣修供養歌)
균여가 지은 <보현십원가>의 셋째번 노래. 그 형식은 10구체이며 가사는 다음과 같다.(백과사전 22권 참고)

### 참회업장가(懺悔業障歌)
<보현십원가> 중의 하나. 10구체 향가로 내용은 업장을 참회한 노래임. 문장은 향찰문, 한역가와 같이 <균여전>에 수록되어 전함. "顚倒逸耶 菩提向焉道之迷派 造將來臥乎隱惡寸隱 法界餘音玉只出隱伊音叱如支 惡寸習落臥乎隱 三業 淨戒叱主留卜以支乃遣只 今日部頓部叱懺悔 十方叱佛體閼遣只賜立 落句 衆生界盡我懺盡來際永良造物捨齊."

### 수희공덕가(隨喜功德歌)
<보현십원가>의 다섯째 가요. 10구체의 향가로 부처의 공덕을 따라서 즐기는 노래. <균여전>에 실려 전함. (백과사전 22권 참고)

### 청전법륜가(請轉法輪歌)
< <보현십원가> 중의 하나. 10구체의 향가로 문장은 향찰문. 법륜을 줄거리로 청하는 노래. 가사 ― (백과사전 22권 참고)

### 청불주세가(請佛住世歌)
< <보현십원가> 중의 하나. 10구체의 향가로 문장은 향찰문. 부처가 세상에 머물러 있기를 청하는 노래란 뜻. 가사 ― (백과사전 22권 참고)

### 상수불학가(常隨佛學歌)
<보현십원가>의 하나. 10구체의 향가. 언제나 부처를 따라 배우는 노래란 뜻. (백과사전 22권 참고)

### 항순중생가(恒順衆生歌)
<보현십원가>의 하나. 10구체 형식의 향가. "覺樹王焉 迷火隱乙根中沙音賜焉逸良 大悲叱水留潤良只 不冬萎玉內乎留等耶 法界居得丘物叱 丘物叱 爲乙吾置同生同死 念念相續无間斷 佛體爲尸如敬叱等耶 打心 衆生安爲飛等 佛體頓叱善賜以留也."(백과사전 22권 참고)

### 보개회향가(普皆廻向歌)
<보현십원가>의 열 번째 노래. 10구체 형식의 향가. 일체 중생에게 자기가 닦은 선업을 돌려주는 노래란 뜻. "皆吾衣修孫 一切善陵頓部叱廻良只 衆生叱海惡中迷反群无 史悟內去齊 佛體叱海等成留焉日尸恨 懺爲如乎仁惡寸業置 法性叱宅阿叱寶良 舊留然叱爲事置耶 病吟 禮爲白孫隱佛體刀 吾衣身伊波人有叱下呂."-(백과사전 22권 참고)

### 총결무진가(總結无盡歌)
<보현십원가>의 하나. 10구체 형식의 향가로 문장은 향찰문. "生階盡尸等隱吾衣願眞叱日置仁伊而也 衆生叱邊衣毛 際毛冬留願海伊過 此如趣可伊羅行根 向乎仁所留善陵道也 伊波普賢行願 又都佛體叱事伊置耶 阿耶 普賢叱心音阿于波 伊留叱餘音良他事捨齊." "盡衆生界以爲期 生界无窮志豈移 師意要驚迷子夢 法歌能代願王詞 將除妄境須吟誦 欲返眞源莫厭疲 相續一心無間 斷大堪隨學普賢慈"(<균여전> 번역가).

## 가계
- 아버지: 변환성(邊煥性)
- 어머니: 점명(占命)
  - 승려: 변균여(邊均如)

## 균여가 등장한 작품
- 제국의 아침 KBS 2002년~2003년, 배우: 정승호

## 같이 보기
- 향가

## 참고 문헌
- 이 문서에는 다음커뮤니케이션(현 카카오)에서 GFDL 또는 CC-SA 라이선스로 배포한 글로벌 세계대백과사전의 "〈귀족문화〉" 항목을 기초로 작성된 글이 포함되어 있습니다.